# Fiamma Maglione
Fiamma Maria Maglione (Napoli, 2 agosto 1940 – Roma, 16 gennaio 2003) è stata una compositrice e attrice italiana.

## Biografia
Fiamma Maglione, figlia del banchiere napoletano Mario Maglione, fu attrice con ruoli in film d'azione, avventura, horror, negli anni '70 e '80. Con la regia di Michele Massimo Tarantini partecipò ad alcune pellicole della commedia sexy all'italiana. Nel 1979 recitò nel film Concorde Affaire '79 con un cast internazionale.
Fiamma Maglione si è dedicata anche alla composizione di colonne sonore per il cinema. Per il film Roma a mano armata diretto da Umberto Lenzi nel 1976 scrisse il brano Se l'avesse saputo (If he'd known) ed insieme a Roberto Donati che utilizzava lo pseudonimo Budy,  compose musiche per film di genere western, horror e commedia sexy italiana.
Dalla fine degli anni ottanta si dedicò alla direzione dei doppiaggi. 
Morì nel 2003.

## Vita privata
Fu compagna del produttore cinematografico e regista Mino Loy.

## Filmografia

### Attrice
- Orazi e curiazi 3-2, regia di Giorgio Mariuzzo (1977)
- Brillantina rock, regia di Michele Massimo Tarantini (1979)
- Concorde Affaire '79, regia di Roger Deodato (1979)
- La poliziotta della squadra del buon costume, regia di Michele Massimo Tarantini (1980)
- Mangiati vivi!, regia di Umberto Lenzi (1980)
- Incubo sulla città contaminata, regia di Umberto Lenzi (1980)
- La moglie in bianco... l'amante al pepe, regia di Michele Massimo Tarantini (1981)
- Cannibal ferox, regia di Umberto Lenzi (1981)

### Compositrice
- Una donna chiamata Apache, regia di Giorgio Mariuzzo (1976)
- Orazi e curiazi 3-2, regia di Giorgio Mariuzzo (1977)
- Emanuelle e Lolita, regia di Henri Sala (1978)
- Mangiati vivi!, regia di Umberto Lenzi (1980)
- Cannibal ferox, regia di Umberto Lenzi (1981)
- Incontro nell'ultimo paradiso, regia di Umberto Lenzi (1982)

### Direzione doppiaggio
- Squadra antimafia
- Squadra antigangsters
- Assassinio sul Tevere
- Il lupo e l'agnello
- Sapore di mare
- Mystere
- Sapore di mare 2
- Acqua e sapone
- Vacanze di Natale
- Sotto il vestito niente
- Io e mia sorella
- La maschera del demonio, regia di Lamberto Bava
- Mal d'Africa, regia di Sergio Martino
- Graffiante desiderio, regia di Sergio Martino
- Desideria e l'anello del drago, regia di Lamberto Bava – miniserie TV

### Dialoghi italiani
- Tampopo
- Cuori spezzati